# Gnopernicus
Gnopernicus est une application libre de bureau GNOME qui fournit une technique d'assistance (AT Assistance Technology) pour les personnes handicapées (entre autres : non-voyants et mal-voyants).
Pour les personnes non-voyantes, SRCore est la partie lecteur d'écran de Gnopernicus, qui lit les informations en entrée, les organise, puis les envoie vers différents périphériques possibles : Braille, audio et magnificateur.
Pour les personnes mal-voyantes, il existe aussi une sorte de fonctionnalité loupe : la ligne que l'utilisateur est en train de taper apparaît en haut de l'écran dans un tableau (en général, 2 lignes de 40 caractères).
Cette fonctionnalité présente 2 inconvénients :
- Le pavé numérique ne fonctionne pas
- Il faut taper très lentement sur le clavier, sinon des caractères sont perdus

## Précisions techniques

### Généralités
Gnopernicus utilise 
- la bibliothèque GTK (Gimp ToolKit)
- le pont atk-bridge de la partie ATK (Accessibility ToolKit) de la bibliothèque AT-SPI.

Le paquetage at-spi doit être installé pour que le paquetage gnopernicus fonctionne.

### Gnopernicus pour non-voyant
Même si Gnopernicus est destiné à un utilisateur non-voyant, il est nécessaire d'installer l'interface graphique car Gnopernicus est basé sur Gnome.